# San Michele Arcangelo (Piola)
San Michele Arcangelo è un disegno di Domenico Piola conservato al Gabinetto Disegni e Stampe di Palazzo Rosso ai Musei di Strada Nuova a Genova. 

## Storia e provenienza
Il disegno faceva parte della collezione di Santo Varni, scultore, storiografo e collezionista genovese. Giunse alle collezioni civiche di Genova grazie al lascito della sua discendente, Mary Ighina Barbano, nel 1942. Domenico Piola è stato uno dei più importanti e prolifici artisti del secondo Seicento genovese, capo di una grande bottega con numerosi collaboratori che dominava la decorazione ad affresco a Genova. Ha realizzato numerose tele e pale d'altare per le dimore aristocratiche e le chiese della città. Inoltre, in relazione a questa attività, ha prodotto centinaia di disegni: fogli di studio e progetti per la sua produzione pittorica personale, così come idee su carta per altri artisti o artigiani che si rivolgevano a lui per ottenere modelli adatti alle commissioni ricevute.

## Descrizione
San Michele Arcangelo è raffigurato mentre calpesta il demonio reggendo i suoi attributi iconografici principali: la spada e la bilancia per pesare le anime prima del giudizio. Esiste un'altra versione di questo disegno, più abbozzata e meno dettagliata, che testimonia come Piola realizzasse diverse versioni dello stesso soggetto, aggiungendo di volta in volta definizione e dettagli prima di passare all'esecuzione sulla tela. Il San Michele Arcangelo, tipicamente barocco nel movimento e nel pathos, esemplifica la tecnica grafica dell'artista: abbozzo a matita nera, accurato ripasso a penna e inchiostro, acquarellature a pennello.